# Argulus latus
Argulus latus är en kräftdjursart som beskrevs av Sidney Irving Smith 1873. Argulus latus ingår i släktet Argulus och familjen karplöss. Inga underarter finns listade i Catalogue of Life.